# Bart Nieuwkoop
Bart Nieuwkoop (Bergen op Zoom, 7 maart 1996) is een Nederlands voetballer die als rechter-vleugelverdediger speelt. Hij haalde vanuit de jeugd het eerste elftal van Feyenoord, maar werd uitgeleend aan Willem II. Toen zijn contract niet verlengd werd ging hij naar Union Sint-Gillis, maar in de zomer van 2023 kwam hij terug bij Feyenoord.

## Clubcarrière

### Jeugd
Nieuwkoop, geboren in Bergen op Zoom maar opgegroeid in Tholen, begon op zijn vierde met voetballen bij het lokale Tholense Boys. Op zijn negende werd hij gescout door het nabijgelegen RBC Roosendaal. Na het faillissement van de Roosendaalse voetbalclub in 2011 nam Feyenoord hem op in zijn jeugdopleiding.

### Feyenoord
Vier jaar later, op 4 oktober 2015, maakte Nieuwkoop zijn eredivisiedebuut tegen De Graafschap. Hij begon in de basis als vervanger van de geblesseerde Rick Karsdorp en werd na 68 minuten gewisseld door Tonny Vilhena. De wedstrijd eindigde in 1–2 voor de Rotterdammers. Aanvankelijk bleef Nieuwkoop voornamelijk fungeren als stand-in voor Karsdorp. Toen deze in het seizoen 2016/17 voor langere tijd geblesseerd raakte groeide Nieuwkoop uit tot vaste waarde in het elftal van trainer Giovanni van Bronckhorst. Zo stond hij ook in de basis tijdens de kampioenswedstrijd tegen Heracles Almelo op 14 mei 2017 in eigen stadion.
Na wat wisselvallige seizoenen in dienst van Feyenoord, waarin nog wel een Johan Cruijff Schaal en een KNVB Beker werden gewonnen, raakte Nieuwkoop uit de gratie. In het seizoen 2019/20 werd hij daarom uitgeleend aan Willem II waar hij basisspeler was. Doordat het seizoen vanwege de coronapandemie vroegtijdig beëindigd werd, keerde Nieuwkoop op 4 mei 2020 weer terug bij Feyenoord.
Het seizoen erop keerde hij terug in de selectie bij Feyenoord en moest hij concurreren met de doorgebroken Lutsharel Geertruida. Waar beide spelers eerst nog stuivertje wisselden voor een basisplaats, verloor Nieuwkoop later de strijd. Met een aflopend contract op zak werd eind maart 2021 duidelijk dat Feyenoord deze formeel had opgezegd.

### Union Sint-Gillis
Op 1 mei 2021 werd bekendgemaakt dat Nieuwkoop een driejarig contract had getekend bij het Belgische Union Sint-Gillis. De club nam hem transfervrij over van Feyenoord. De ambitieuze club, van eigenaar Tony Bloom, promoveerde in het seizoen 2020/21 terug naar het hoogste niveau waar Nieuwkoop zou moeten bijdragen aan lijfsbehoud.

### Terugkeer Feyenoord
Op 10 augustus 2023 werd bekendgemaakt dat Nieuwkoop een vierjarig contract had getekend bij Feyenoord. De club nam hem over van Union Sint-Gillis. Tijdens de eerste competitiewedstrijd tegen Fortuna Sittard stond Nieuwkoop direct aan de aftrap. In de 25e minuut van dit duel moest Nieuwkoop echter met een directe rode kaart de kleedkamer opzoeken. Dit gebeurde na een interruptie van de video-assistent, omdat de scheidsrechter zelf eerst een gele kaart had getoond. Het leverde Nieuwkoop een schorsing van drie wedstrijden waarvan één wedstrijd voorwaardelijk met een proeftijd van één jaar op.
Op 4 november 2023 scoorde hij tegen RKC Waalwijk zijn eerste doelpunt ooit voor Feyenoord.

## Clubstatistieken
| Seizoen        | Club              | Competitie      | Competitie | Competitie | Beker | Beker | Internationaal | Internationaal | Overig | Overig | Totaal | Totaal |
| Seizoen        | Club              | Competitie      | Wed.       | Dlp.       | Wed.  | Dlp.  | Wed.           | Dlp.           | Wed.   | Dlp.   | Wed.   | Dlp.   |
| -------------- | ----------------- | --------------- | ---------- | ---------- | ----- | ----- | -------------- | -------------- | ------ | ------ | ------ | ------ |
| 2014/15        | Feyenoord         | Eredivisie      | 0          | 0          | 0     | 0     | 0              | 0              | 0      | 0      | 0      | 0      |
| 2015/16        | Feyenoord         | Eredivisie      | 5          | 0          | 0     | 0     | 0              | 0              | -      | -      | 5      | 0      |
| 2016/17        | Feyenoord         | Eredivisie      | 13         | 0          | 1     | 0     | 2              | 0              | 0      | 0      | 16     | 0      |
| 2017/18        | Feyenoord         | Eredivisie      | 14         | 0          | 3     | 0     | 4              | 0              | 0      | 0      | 21     | 0      |
| 2018/19        | Feyenoord         | Eredivisie      | 13         | 0          | 3     | 0     | 2              | 0              | 1      | 0      | 19     | 0      |
| 2019/20        | Feyenoord         | Eredivisie      | 0          | 0          | 0     | 0     | 1              | 0              | 0      | 0      | 1      | 0      |
| Clubtotaal     | Clubtotaal        | Clubtotaal      | 45         | 0          | 7     | 0     | 9              | 0              | 1      | 0      | 62     | 0      |
| 2019/20        | → Willem II       | Eredivisie      | 17         | 0          | 3     | 0     | –              | –              | 0      | 0      | 20     | 0      |
| Clubtotaal     | Clubtotaal        | Clubtotaal      | 17         | 0          | 3     | 0     | 0              | 0              | 0      | 0      | 20     | 0      |
| 2020/21        | Feyenoord         | Eredivisie      | 15         | 0          | 1     | 0     | 3              | 0              | 0      | 0      | 19     | 0      |
| Clubtotaal     | Clubtotaal        | Clubtotaal      | 60         | 0          | 8     | 0     | 12             | 0              | 1      | 0      | 81     | 0      |
| 2021/22        | Union Sint-Gillis | Eerste klasse A | 38         | 4          | 1     | 0     | -              | -              | -      | -      | 39     | 4      |
| 2022/23        | Union Sint-Gillis | Eerste klasse A | 35         | 3          | 5     | 1     | 11             | 0              | -      | -      | 51     | 4      |
| 2023/24        | Union Sint-Gillis | Eerste klasse A | 2          | 0          | 0     | 0     | 0              | 0              | -      | -      | 2      | 0      |
| Clubtotaal     | Clubtotaal        | Clubtotaal      | 75         | 7          | 6     | 1     | 11             | 0              | 0      | 0      | 92     | 8      |
| 2023/24        | Feyenoord         | Eredivisie      | 21         | 1          | 4     | 1     | 5              | 0              | 0      | 0      | 30     | 2      |
| 2024/25        | Feyenoord         | Eredivisie      | 5          | 0          | 0     | 0     | 1              | 0              | 1      | 1      | 7      | 1      |
| Clubtotaal     | Clubtotaal        | Clubtotaal      | 86         | 1          | 12    | 1     | 18             | 0              | 2      | 1      | 11     | 2      |
| Carrièretotaal | Carrièretotaal    | Carrièretotaal  | 178        | 8          | 21    | 2     | 29             | 0              | 2      | 1      | 230    | 11     |

Bijgewerkt op 8 november 2024.

## Interlandcarrière
Nieuwkoop speelde zijn eerste interland op 12 oktober 2012 in het Nederlands voetbalelftal onder 17. Later speelde hij nog in Nederland onder 18 en Nederland onder 19. Op 4 september 2015 maakte Nieuwkoop onder coach Remy Reijnierse zijn debuut in het Nederlands voetbalelftal onder 20.

## Erelijst
| Eredivisie           | 1x | 2016/17                   |
| Johan Cruijff Schaal | 3x | 2017, 2018, 2024          |
| KNVB beker           | 3x | 2015/16, 2017/18, 2023/24 |